# 관음사 일주문 및 종각
관음사 일주문 및 종각은 대한민국 충청남도 논산시 부창동에 있는 문화재이다. 2009년 11월 5일 논산시의 향토문화유산 제40호로 지정되었다.

## 개요
관음사는 창건한지 100여년이 지난 사찰로 대웅전, 종각, 일주문, 산신각, 요사체 등으로 이루어져 있다.